# Championnats du monde de luge 2007
Navigation
Édition précédente Édition suivante
Les Championnats du monde de luge 2007 se sont déroulés du 2 au 4 février 2007 à Igls (Autriche) sous l'égide de la Fédération internationale de luge de course (FIL). Il y a quatre titres à attribuer, un pour les hommes, un pour les femmes, un pour le double hommes et enfin un pour le relais mixte par équipes. Il s'agit d'une compétition annuelle (hors année olympique). C'est la quatrième fois qu'Igls accueille cet évènement après les éditions de 1977, 1987 et 1997.

## Tableau des médailles
Quatre nations ont remporté des médailles où sept des douze médailles (dont tous les titres) furent acquises par la seule équipe d'Allemagne.
| Rang | Nation     | Or | Argent | Bronze | Total |
| ---- | ---------- | -- | ------ | ------ | ----- |
| 1    | Allemagne  | 4  | 1      | 2      | 7     |
| 2    | Italie     | 0  | 2      | 0      | 2     |
| 3    | Autriche   | 0  | 1      | 1      | 2     |
| 4    | États-Unis | 0  | 0      | 1      | 1     |

## Podiums
| Épreuves                                    | Or                                                                            | Argent                                                                    | Bronze                                                            |
| ------------------------------------------- | ----------------------------------------------------------------------------- | ------------------------------------------------------------------------- | ----------------------------------------------------------------- |
| Hommes résultats détaillés                  | David Möller                                                                  | Armin Zöggeler                                                            | Jan Eichhorn                                                      |
| Double-hommes résultats détaillés           | Allemagne Patric Leitner Alexander Resch                                      | Autriche Markus Schiegl Tobias Schiegl                                    | États-Unis Mark Grimmette Brian Martin                            |
| Femmes résultats détaillés                  | Tatjana Hüfner                                                                | Anke Wischnewski                                                          | Silke Kraushaar-Pielach                                           |
| Relais mixte par équipe résultats détaillés | Allemagne David Möller Silke Kraushaar-Pielach Patric Leitner Alexander Resch | Italie Armin Zöggeler Sandra Gasparini Christian Oberstolz Patrick Gruber | Autriche Daniel Pfister Nina Reithmayer Peter Penz Georg Fischler |

## Résultats détaillés

### Hommes
| Rang | Lugeurs            | Temps          |
| ---- | ------------------ | -------------- |
| 1    | David Möller       | 1 min 38 s 052 |
| 2    | Armin Zöggeler     | 1 min 38 s 059 |
| 3    | Jan Eichhorn       | 1 min 38 s 163 |
| 4    | Albert Demtschenko | 1 min 38 s 475 |
| 5    | Stefan Höhener     | 1 min 38 s 517 |
| 6    | Reinhold Rainer    | 1 min 38 s 530 |
| 7    | Martins Rubenis    | 1 min 38 s 544 |
| 8    | Victor Kneib       | 1 min 38 s 728 |

|                     |
| Résultats officiels |

### Double-hommes
| Rang | Lugeurs                                          | Temps          |
| ---- | ------------------------------------------------ | -------------- |
| 1    | Allemagne Patric Leitner Alexander Resch         | 1 min 19 s 285 |
| 2    | Autriche Markus Schiegl Tobias Schiegl           | 1 min 19 s 401 |
| 3    | États-Unis Mark Grimmette Brian Martin           | 1 min 19 s 500 |
| 4    | Autriche Andreas Linger Wolfgang Linger          | 1 min 19 s 529 |
| 5    | Italie Christian Oberstolz Patrick Gruber        | 1 min 19 s 533 |
| 6    | Italie Gerhard Plankensteiner Oswald Haselrieder | 1 min 19 s 549 |
| 7    | Allemagne André Florschütz Torsten Wustlich      | 1 min 19 s 640 |
| 8    | Autriche Peter Penz Georg Fischler               | 1 min 19 s 666 |

|  | Résultats officiels |

### Femmes
| Rang | Lugeuses                | Temps          |
| ---- | ----------------------- | -------------- |
| 1    | Tatjana Hüfner          | 1 min 19 s 808 |
| 2    | Anke Wischnewski        | 1 min 19 s 948 |
| 3    | Silke Kraushaar-Pielach | 1 min 19 s 980 |
| 4    | Natalie Geisenberger    | 1 min 20 s 092 |
| 5    | Erin Hamlin             | 1 min 20 s 129 |
| 6    | Natalia Yakushenko      | 1 min 20 s 286 |
| 7    | Nina Reithmayer         | 1 min 20 s 292 |
| 8    | Julia Clukey            | 1 min 20 s 475 |

|  |                     |
|  | Résultats officiels |

### Relais mixte par équipe
| Rang | Lugeurs                                                                       | Temps          |
| ---- | ----------------------------------------------------------------------------- | -------------- |
| 1    | Allemagne Silke Kraushaar-Pielach Patric Leitner Alexander Resch David Möller | 2 min 09 s 159 |
| 2    | Italie Christian Oberstolz Patrick Gruber Sandra Gasparini Armin Zöggeler     | 2 min 09 s 841 |
| 3    | Autriche Peter Penz Georg Fischler Nina Reithmayer Daniel Pfister             | 2 min 09 s 982 |
| 4    | États-Unis Mark Grimmette Brian Martin Erin Hamlin Tony Benshoof              | 2 min 10 s 160 |
| 5    | Russie Mikhaïl Kuzmich Jury Veselov Alexandra Rodionova Albert Demtschenko    | 2 min 10 s 510 |
| 6    | Lettonie Andris Sics Juris Sics Maija Tiruma Martins Rubenis                  | 2 min 11 s 196 |
| 7    | Slovaquie Miroslav Horvath Jozef Kuchar Veronika Sabolova Jozef Ninis         | 2 min 11 s 863 |
| 8    | Japon Takahisa Oguchi Masaki Toshiro Madoka Harada Shigeako Ushijima          | 2 min 11 s 893 |

|  | Résultats officiels |